# Mal Papradnik
Mal Papradnik (macedónul: Мал Папрадник) település Észak-Macedóniában, a Délnyugati körzet Centar Zsupa-i járásában.

## Népesség
| Lakosok száma | 338  | 387  | 434  | 653  | 812  | 772  | 753  | 486  | 169  |
|               | 1948 | 1953 | 1961 | 1971 | 1981 | 1991 | 1994 | 2002 | 2021 |

2002-ben 486 lakosa volt, akik közül 455 török, 25 macedón, 6 egyéb.